# Atletiek op de Olympische Zomerspelen 1896 – marathon mannen
De marathon voor mannen op de Olympische Zomerspelen 1896 vond plaats op 10 april 1896. De start vond plaats in het Griekse Marathónas en er werd gelopen naar de hoofdstad Athene. Het parcours had een lengte van 40 km. In totaal gingen er 17 lopers van start, waarvan het merendeel uit Griekenland.
De wedstrijd begon om 14:00 en kolonel Papadiamantopoulos loste het startschot. De wedstrijd werd gewonnen door de Griek Spiridon Louis in 2:58.50. Hij had ruim negen minuten voorsprong op zijn landgenoot Kharilaos Vasilakos, die in 3:06.03 over de finish kwam. Spyridon Belokas uit Griekenland werd derde in 3:06.30, maar werd later na een protest van Gyula Kellner gediskwalificeerd omdat hij een stuk met de auto meegereden zou hebben.

## Uitslag
| rang | naam                    | land | tijd           |
| ---- | ----------------------- | ---- | -------------- |
| 1    | Spiridon Louis          | GRE  | WR, OR 2:58.50 |
| 2    | Kharilaos Vasilakos     | GRE  | 3:06.03        |
| 3    | Gyula Kellner           | HUN  | 3:06.35        |
| 4    | Ioannis Vrettos         | GRE  | onbekend       |
| 5    | Eleftherios Papasymeon  | GRE  | onbekend       |
| 6    | Dimitrios Deligiannis   | GRE  | onbekend       |
| 7    | Evangelos Gerakaris     | GRE  | onbekend       |
| 8    | Stamatios Masouris      | GRE  | onbekend       |
| 9    | Sokratis Lagoudakis     | GRE  | onbekend       |
| —    | Teddy Flack             | AUS  | DNF (37 km)    |
| —    | Albin Lermusiaux        | FRA  | DNF (32 km)    |
| —    | Georgios Lavrentis      | GRE  | DNF (24 km)    |
| —    | Georgios Grigoriou      | GRE  | DNF (24 km)    |
| —    | Arthur C. Blake         | USA  | DNF (23 km)    |
| —    | Ilias Kafetzis          | GRE  | DNF (9 km)     |
| —    | Dimitrios Khristopoulos | GRE  | DNF            |
| —    | Spyridon Belokas        | GRE  | DQ (3:06.30)   |

Mannen:
1896 ·
1900 ·
1904 ·
1908 ·
1912 ·
1920 ·
1924 ·
1928 ·
1932 ·
1936 ·
1948 ·
1952 ·
1956 ·
1960 ·
1964 ·
1968 ·
1972 ·
1976 ·
1980 ·
1984 ·
1988 ·
1992 ·
1996 ·
2000 ·
2004 ·
2008 ·
2012 ·
2016

Vrouwen:
1984 ·
1988 ·
1992 ·
1996 ·
2000 ·
2004 ·
2008 ·
2012 ·
2016